# سیدالاشجار (سرده)
سیدالاشجار (نام علمی: Firmiana) نام یک سرده از تیره پنیرکیان است.